# George Ross
 George James Ross (Londres, 1 de desembre de 1877 – Londres, 28 d'agost de 1945) va ser un gimnasta artístic anglès que va competir a començaments del segle xx.
El 1908 va prendre part en els Jocs Olímpics de Londres, on fou vuitè en la prova del concurs complet per equips del programa de gimnàstica.
Quatre anys més tard, als Jocs d'Estocolm, va guanyar la medalla de bronze en el concurs complet per equips del programa de gimnàstica.